# Ассигнаты

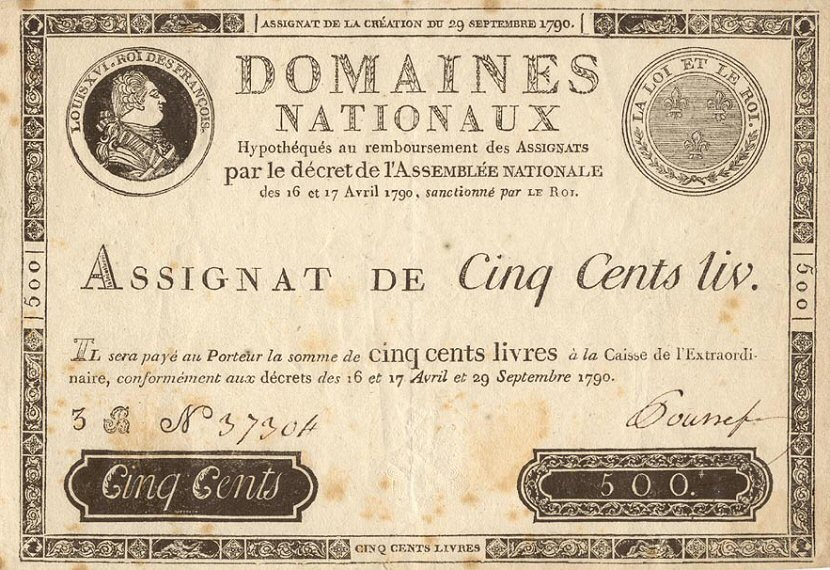
Односторонний королевский ассигнат 500 ливров, 1790

Ассигнаты (фр. assignats, от assigno с лат. — «назначаю») — бумажные деньги периода Великой французской революции.

## Общая информация
Первоначально они были выпущены как обязательства, обеспеченные государственным имуществом и приносящие доходы в виде процентов, то есть сочетали черты приватизационного чека и облигации.
Впервые выпущены во Франции номиналом в 1000 ливров на сумму более 400 млн ливров, затем выпускались и мелкими купюрами. Находились в обращении с 1789 по 1797 год. Ассигнаты были объявлены законным платёжным средством, обращались наравне с металлическими монетами, а с 1793 года являлись единственным законным платёжным средством.
Уже в январе 1790 года, то есть сразу же после появления ассигнатов на свет, они стоили в металлических деньгах лишь 96 % своего номинала. Впоследствии, по мере выпуска очередных партий свеженапечатанных бумажных денег, курс ассигнатов падал со всё увеличивающейся скоростью. В январе 1791 года они стоили 91 % от номинала, в январе 1792-го — 72 %, в январе 1793-го — 51 %, в январе 1794-го — 40 %, в январе 1795-го — 18 %, 2 июля 1795 года — 2,97 %, 3 ноября 1795 года — 0,87 % и 22 февраля 1796 года — 0,29 %.

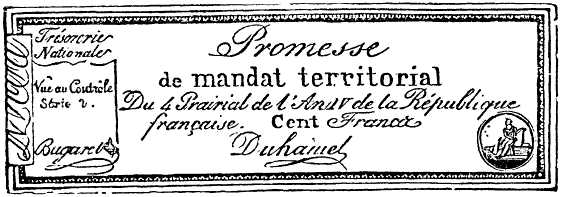
Территориальный мандат в 100 франков, 1796 год

25 апреля 1795 вновь были разрешены сделки, совершаемые на металлические деньги. В феврале 1796 года выпуск ассигнатов прекратился. Тяжёлое финансовое положение вынудило прибегнуть к новой эмиссии. В марте того же года был принят закон о выпуске новых бумажных денег — территориальных мандатов (иногда также называемых ассигнатами). В 1797 году был принят закон, объявивший все находившиеся в обращении бумажные деньги недействительными.

## Основные декреты и законы об ассигнатах[2]

### ДекретыНационального собрания
- 19 и 21 декабря 1789 года — о выпуске ассигнатов, учреждении Чрезвычайной кассы для их выпуска и Учётной кассы для их выкупа.
- 16-17 апреля 1790 года — о переносе срока погашения ассигнатов на неопределённый срок.
- 12 сентября 1790 года — об объявлении ассигнатов полноценными деньгами наравне с монетами.
- 29 сентября 1790 года — об отмене выплаты дохода по ассигнатам.
- 3 апреля 1792 года — о выпуске ассигнатов в 10 ливров, 50, 25, 15 и 10 су — первый выпуск ассигнатов в су.

### ДекретыНационального конвента
- 8 апреля 1793 года — о расчётах с государством только ассигнатами.
- 11 апреля 1793 года — о расчётах по любым платежам только ассигнатами.
- 31 июля 1793 года — об изъятии из обращения ассигнатов номиналом более 100 ливров с портретом короля.
- 1 августа 1793 — об уголовной ответственности за отказ в приёме ассигнатов (первый раз — штраф 3000 ливров и арест на 6 месяцев; второй раз — штраф 6000 ливров и 20 лет тюрьмы).
- 30 августа 1793 года — о прекращении выдачи национальным казначейством ассигнатов в 5 ливров и более с портретом короля и аннулировании всех имеющихся в казначействе таких ассигнатов.
- 2 января 1795 года (13 нивоза III года) — о выпуске ассигнатов в франках.
- 16 мая 1795 года (27 флореаля III года) — об аннулировании ассигнатов в 5 ливров и более с портретом короля.

### ЗаконыЗаконодательного корпуса
- 23 декабря 1795 года (2 нивоза IV года) — об уничтожении оборудования для печати ассигнатов.
- 18 марта 1796 года (28 вентоза IV года) — о выпуске территориальных мандатов и обмене на них ассигнатов 30:1.
- 4 февраля 1797 года (16 плювоза V года) — о запрете расчётов территориальными мандатами между частными лицами, сдаче всех территориальных мандатов в бюро департаментов и аннулировании всех не сданных мандатов.